# Градо
Гра̀до (на италиански: Grado, на местен диалект Gravo, Граво, на фриулски Grau, Грау) е пристанищен град и община в североизточна Италия, провинция Гориция, автономен регион Фриули-Венеция Джулия. Разположен е на северния бряг на Адриатическо море, в Триесткия залив. Населението на града е 27 856 души (към 2010 г.). Името на града е от славянски произход.